# Karl Hillebrand (Astronom)
Karl Hillebrand (* 26. Dezember 1861 in Wien; † 10. Jänner 1939 in Kroisbach (Graz), Steiermark) war ein österreichischer Astronom.

## Leben
Karl Hillebrand studierte von 1881 bis 1887 an der Universität Wien Astronomie, Theoretische Physik und Mathematik bei Weiß, Oppolzer und Seeliger. 1890 wurde er zum Dr. phil. promoviert, 1892 Assistent an der Sternwarte, 1897 Privatdozent für Astronomie.
Hillebrand war seit 1902 außerordentlicher, seit 1911 ordentlicher Universitätsprofessor für Astronomie in Graz, von 1911 bis 1933 auch Vorstand der Universitätssternwarte. Er arbeitete auf dem Gebiet der theoretischen Astronomie und der Entwicklung kosmischer Systeme. Hillebrand war Mitglied der Österreichischen Akademie der Wissenschaften.
Der Asteroid 722 Frieda mit der provisorischen Bezeichnung 1911 NA wurde nach Hillebrands Tochter Frieda benannt.

## Werke
- Anwendungen der Beugungserscheinung auf astronomische Messungen, 1901.